# Per Brahes hus

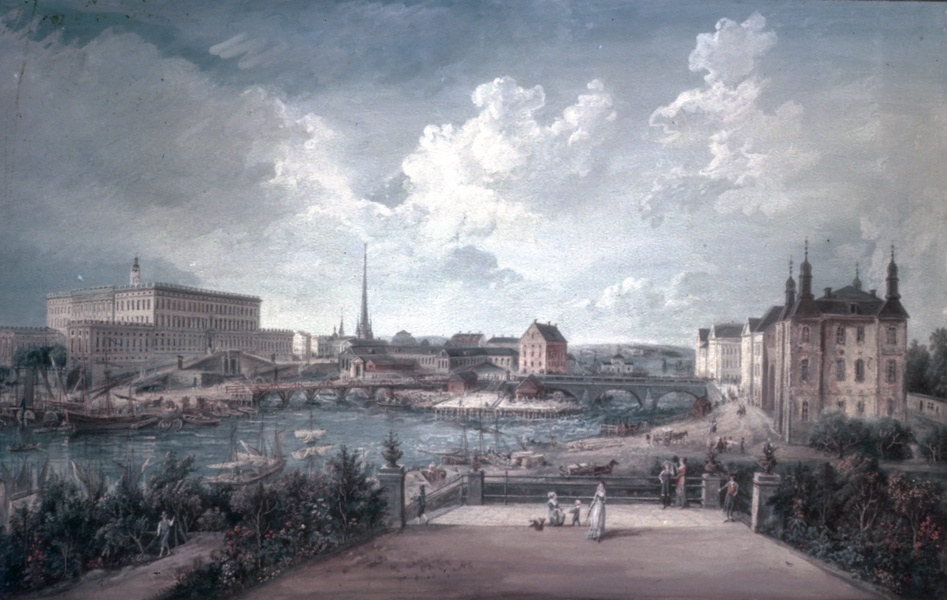
Brahes hus är det höga huset i mitten.
Målning av Elias Martin (1739–1818)

Per Brahes hus (även Braheska huset, initialt Gyldenklouska huset) var en byggnad på norra delen av Helgeandsholmen i Stockholm, uppförd 1648 av greve Per Brahe d.y. Huset, som efter reduktionen kvarstod in på 1800-talet, användes bland annat av Kungliga Biblioteket (1730–68), Riksarkivet,  Vetenskapsakademien, Borgrätten, Kungliga Husgerådskammaren och som bostad för hovstallmästaren. Revs 1815.